# Neivaldo Mozetti
Neivaldo Mozetti, mais conhecido como Pita (Mauá, 23 de Janeiro de 1965), é treinador de futebol e ex-futebolista brasileiro.

## Carreira

### Jogador

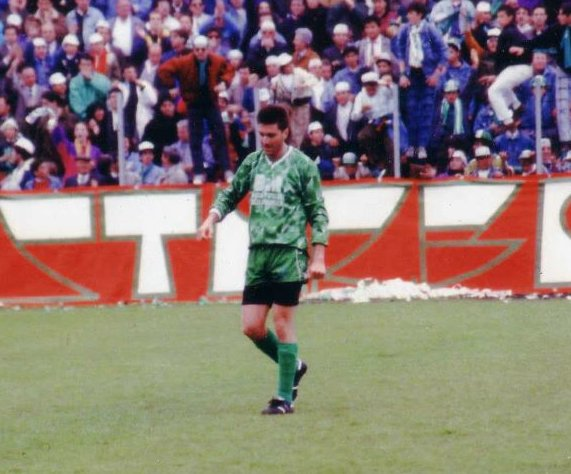
Pita - Jogador

Neivaldo Mozetti, ou simplesmente Pita, é um ex-futebolista brasileiro que fez sua carreira no futebol italiano.
Pita nasceu em 23 de Janeiro de 1965 na cidade paulista de Mauá, mas passou toda a sua infância e adolescência em Santo André, também em São Paulo. Foi nesta cidade que Pita começou a sua trajetória no futebol na década de 1970, jogando nas categorias “dente de leite” do Clube Atlético Aramaçan, bem como disputando campeonatos municipais e intermunicipais pelo Vasco da Gama Futebol Clube de Santo André.
Mas foi entre os anos de 1981 e 1986 que Pita começou a se destacar, quando jogava nas categorias de base do E.C.Santo André, sendo companheiro de vários jogadores que posteriormente viriam se destacar no cenário nacional, com destaque para Fábio Ribeiro(Fabinho) um dos protagonistas do primeiro título brasileiro conquistado pelo Corinthians em 1990.
Em 1984 e 1986 Pita disputou a Taça São Paulo de Juniores, atualmente chamada de Copa São Paulo de Futebol Junior e foi em sua segunda participação, em 1986, que Pita chamou a atenção de vários clubes, entre eles o Flamengo (RJ) que estava na chave E, juntamente com E.C.Santo André, Vila Nova (GO) e América (SP). Nos quatro jogos que disputou na competição Pita foi um dos destaques do time. No mesmo ano, o empresário Juan Figer começou a agenciar a carreira de Pita, onde após uma rápida passagem no mesmo ano, pelo extinto D.E.R.A.C. Itapetininga-SP, Pita se transferiu para a Itália, onde jogou entre os anos de 1986 e 1998. 
Pita passou por vários clubes, entre eles Calcio Vittorio Veneto, Parma, Società Trapani Calcio e L’Aquila Calcio.

### Técnico

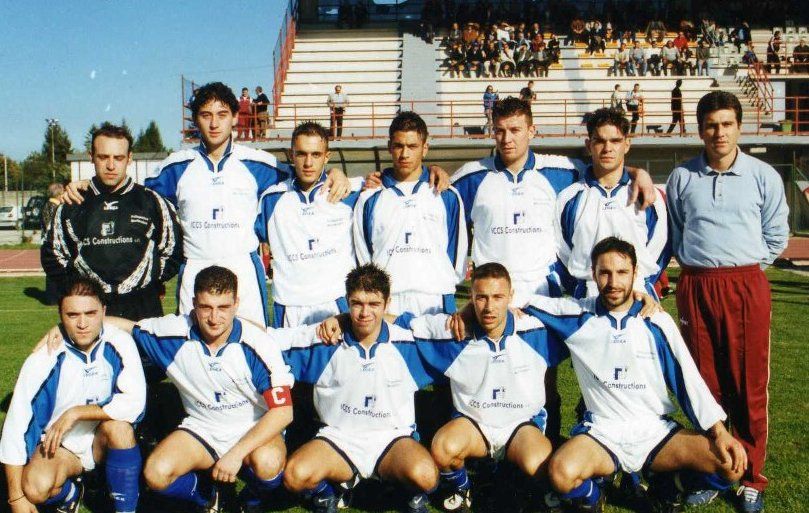
Pita - Técnico

Após encerrar a carreira como jogador, Pita começou amadurecer um antigo desejo, a de treinar crianças e jovens, capacitando-os para enfrentar e vencer as dificuldades que um jogador de futebol encontra durante a sua carreira. Para que isso fosse possível, no ano de 2000, Pita conclui o curso de Treinador UEFA B (nº 46.559), que lhe possibilitou trabalhar com categorias de base de clubes do futebol europeu. Foi treinador em diversos clubes da Itália como Avezzano Calcio, Pescina Calcio, Montevelino Magliano, Valle Del Giovenco , Celano  F.C. Olímpia, Marsica Calcio 2006 e na Escola de Futebol Soccer Team, uma afiliada da Roma, onde também exerceu a função de diretor técnico. 
Nesta última, Pita planejou e coordenou um evento na cidade de Itumbiara (GO), onde em janeiro de 2013, durante uma semana, mais de 130 crianças e jovens participaram de várias atividades onde o intuito era difundir a técnica do futebol europeu e selecionar novos talentos.

### Projeto Categoria de Base

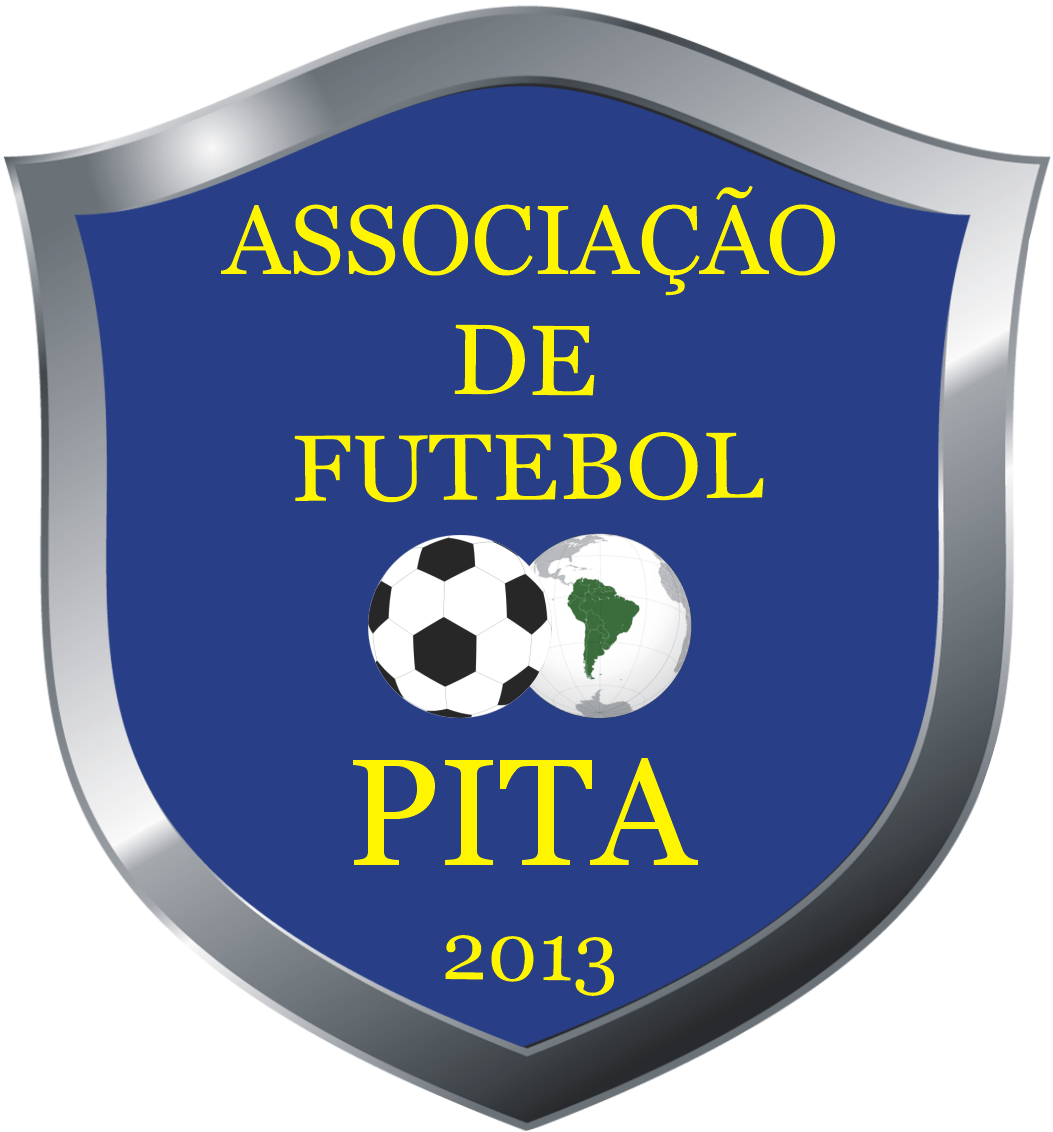
Associação de Futebol Pita

Devido ao sucesso do evento e outro desejo de Pita, que era a de retornar ao Brasil, ele fundou a Associação de Futebol Pita, entidade que objetiva colocar em prática o Projeto Categoria de Base, que visa proporcionar a integração e inclusão de crianças e jovens carentes na sociedade através do esporte, mais especificamente, do futebol, preenchendo o tempo ocioso deles, dando oportunidades para se desenvolverem como cidadãos e também auxiliá-los a não deixarem de lado seus sonhos e aspirações.